# Alamos (cratera)
Alamos é uma cratera marciana. Tem como característica 6.3 quilômetros de diâmetro. Deve o seu nome à localidade mexicana Álamos no estado de Sonora.